# جولیان بورنر
جولیان بورنر (انگلیسی: Julian Börner؛ زادهٔ ۲۱ ژانویهٔ ۱۹۹۱) بازیکن فوتبال اهل آلمان است که در پست مدافع بازی می‌کند.
از باشگاه‌هایی که در آن بازی کرده‌است می‌توان به باشگاه فوتبال انرژی کوتبوس، باشگاه فوتبال شفیلد ونزدی، و باشگاه فوتبال آرمینیا بیله‌فلد اشاره کرد.
وی همچنین در تیم‌های ملی فوتبال تیم ملی فوتبال زیر ۱۶ سال آلمان، جوانان آلمان، و جوانان آلمان بازی کرده‌است.